# Zelené práce
Jako zelené práce se ve vinohradnictví označují převážně ruční jarní a letní práce, které přímo ovlivňují nové letorosty vinné révy a jejichž cílem je utvoření optimální listové plochy. Optimální listová plocha je charakteristická tím, že je co nejvíce listů osvětleno přímým slunečním světlem a množství listů vegetujících v trvalém stínu je minimalizováno.
Mezi zelené práce se řadí:
- podlom, neboli odstraňování rašících neplodných oček ze starého dřeva nebo jiných nevhodných letorostů;
- zastrkávání letorostů do drátěnky;
- odstraňování zálistků;
- osečkování;
- odlistění letorostů;
- probírka hroznů.

Mezi zelené práce naopak nepatří:
- řez révy vinné;
- okopávání nebo orání vinohradu;
- hnojení;
- ošetření chemickými postřiky;
- vyvazování;
- sběr hroznů.